# 조이쿠폰
조이쿠폰은 엔조이소프트가 2010년 4월에 개발한 위치기반 SNS 쿠폰할인 앱이다.  
당시 아이폰(iOS) 전용 앱으로 출시되어 앱스토어에 등록되었으며, 초기 다운로드수가 높아지면서 과다한 트래픽이 발생되자 대용량 데이터베이스 기반을 확충하고자 서비스를 중단하고 약 6개월에 걸친 개발기간을 거쳐 2010년말에 아이폰 앱스토어에 정식 론칭되었으며, 2012년 상반기에 지원이 종료되었다.

## 기능
조이쿠폰은 위치기반 장소추천 소셜네트워크 서비스인 포스퀘어(Foursquare)와 소셜커머스 그루폰(Groupon)을 벤치마킹한 앱이다. 
또한 엔터테인먼트 포털을 추구하여 앱내에 커뮤니티 기능과 게임 및 퀴즈 등 다양한 즐길 거리를 제공하였다.  
업주가 자신의 매장에서 할인 쿠폰을 발행하면 주변을 지나가는 회원들은 알림을 통해 쿠폰을 다운받으며, 매장에서 할인받은 회원들의 수가 늘어나면 해당 매장의 등급이 올라가는 구조로 설계된 점이 특징이다.

## 진행과정
론칭 당시 전국 30만개에 육박하는 다양한 지역별 업소 정보가 등록되었으며 세븐일레븐, GS25 편의점 등을 비롯한 국내 유명 프랜차이즈 업체와 계약하여 수천종의 할인쿠폰을 확보하였으며, 월평균 50만명의 신규 회원이 가입하는 등 쿠폰앱의 신드롬을 일으키며 승승장구하면서 안드로이드 버전과 라이트 버전 등이 차례로 출시되었다.

## 위기
할인 쿠폰 서비스에 대한 열기가 고조되는 무렵 출현한 티켓몬스터를 비롯한 쿠팡, 위메프, 그루폰 등 다양한 소셜커머스들의 반값할인 서비스로 인해 소소한 할인을 지향하는 조이쿠폰의 경쟁력을 떨어뜨리는 동시에 유명 프랜차이즈 할인 쿠폰 서비스가 소셜커머스로 대거 이동하면서 결국 서비스를 중단하게 되었다.

## 관련기사
- 2011.01.10 “맛집 정보 알려주는 앱어플, 외식업계 매출 올린다”. 네이버뉴스. 2011년 1월 10일. 2017년 8월 6일에 확인함.
- 2011.01.24  소셜네트워크 잘 활용하면, 새로운 광고 홍보영역으로 거듭
- 2011.01.25  모바일 쿠폰영역을 스마트폰 앱으로 확장
- 2011.02.09  커피와 스테이크가 스마트폰 속에?
- 2011.03.02  할인쿠폰, 맛집 앱으로 공유해요. 조이쿠폰
- 2011.03.04  선배님, 학교 주변 뜨는 음식점에서 밥 사주세요
- 2011.06.01  “소셜커머스에 대한 반란! 반값 할인쿠폰 인기..”. 머니투데이. 2011년 6월 1일. 2017년 8월 6일에 확인함.
- 2011.06.13  맛집을 찾는다면, 꼭 갖춰야할 앱어플..
- 2011.07.19  “팟게이트, 7월 둘째 주 급상승 인기 앱 순위 분석”. 네이버뉴스. 2011년 7월 19일. 2017년 8월 6일에 확인함.
- 2011.07.29  파파이스 모바일 조이쿠폰을 통하여 39% 할인 판매
- 2011.08.12  “세븐일레븐, GS25 편의점용 할인쿠폰이 스마트폰으로 쏙~ 더욱 신나는 스마트족!”. 네이버뉴스. 2011년 8월 12일. 2017년 8월 6일에 확인함.
- 2011.09.27  “회원가입이 필요없는 할인쿠폰 앱 조이쿠폰Lite 출시”. 네이버뉴스. 2011년 9월 27일. 2017년 8월 6일에 확인함.
- 2011.09.28  색다른 서비스로 소비자의 눈길 사로잡기